# Praia de Retiro Grande
Vista geral da praia
Retiro Grande é um praia brasileira localizada nos limites dos municípios de Aracati e Icapuí no estado do Ceará.